# Alejandro Hitcher
Pour les articles homonymes, voir Hitcher.
Alejandro Hitcher, de son nom complet Alejandro Hitcher Marvaldi, est un ingénieur et homme politique vénézuélien, né en 1960. Il est ministre de l'Environnement et des Ressources naturelles du Venezuela de 2010 à 2012. 

## Biographie

### Carrière civile
Il est diplômé en ingénierie civile, mention Hydraulique, de l'Université Centrale du Venezuela. Avec la naissance des compagnies Hidroven et Hidrocapital, il exerce plusieurs charges opérationnelles ou directionnelles, à Caracas et dans l'État de Miranda.
Il participe au comité de coordination de la coupe américaine de football. En 1999, il devient président de la société Hidroven (1999-2000) et vivait en face de la future ministre Jacqueline Faría et alors présidente de Hidrocapital, jusqu'à la destruction du barrage d'El Guapo et ses conséquences.

### Débuts en politique et vice-ministre
De 2000 à 2004, il est vice-ministre de l'Eau dépendant du ministère de l'Environnement et des Ressources naturelles du Venezuela. Pendant cette charge, il initie la création du Projet national de gestion environnementale (Proyecto Nacional de Gestión Ambiental en espagnol) et développe les bases de l'Institut national d'hydrométéorologie, grâce au projet Venemet, prédécesseur de l'actuel Institut national de météorologie et hydrologie (INAMEH). En 2005, il est président de la société Hidrocapital. 

### Ministre de l'Environnement
En janvier 2010, il est nommé ministère de l'Environnement et des Ressources naturelles du Venezuela en remplacement de Yubirí Ortega, partie pour raisons de santé. En 2012, le coordinateur du parti Proyecto Venezuela (PV) Antonio Ecarri l'accuse de maquiller les résultats du ministère, de fournir une eau aux habitants présentant des défauts sanitaires et de ne pas s'occuper des problèmes des eaux usées, notamment dans le réservoir de La Mariposa dans l'État de Miranda.
Le 27 mai 2012, il est victime d'un accident de voiture à proximité de la capitale Caracas entraînant de nombreuses rumeurs quant à son état de santé. Il est remplacé dès le mois d'octobre au ministère par Cristóbal Francisco Ortiz.